# Kinderdoop

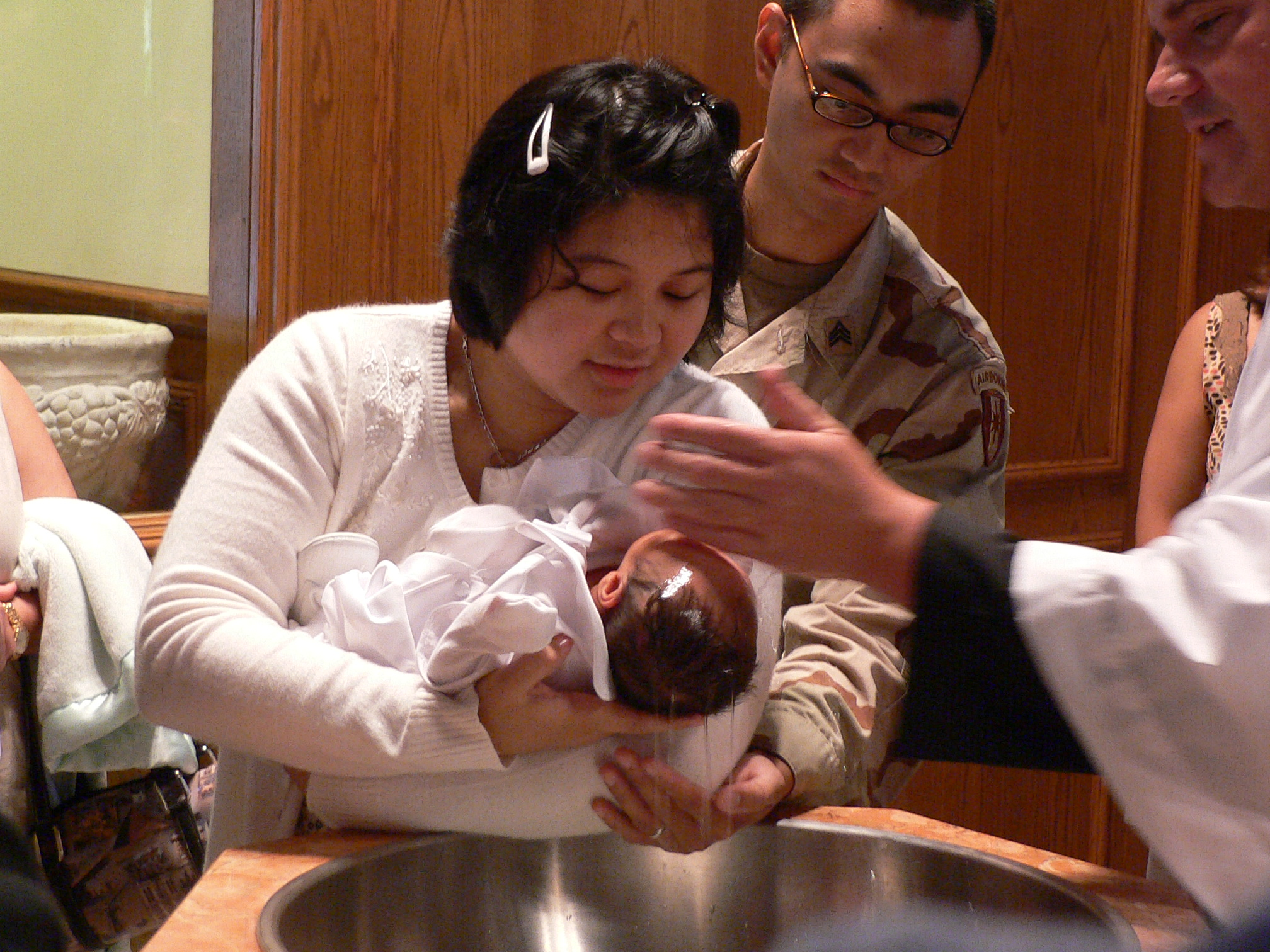
Een kind dat gedoopt wordt

Kinderdoop of kinderdoopsel is de doop van kleine kinderen. De kinderdoop wordt veelal in de eerste dagen of weken van het leven van een kind toegediend en vindt doorgaans plaats tijdens een kerkelijke bijeenkomst.

## Geschiedenis

### Nieuwe Testament
De doop is een gebruik binnen alle christelijke kerken en christelijke stromingen. Of men kinderen of volwassenen doopt kan per kerk en stroming verschillen. De doop vindt zijn oorsprong in het Nieuwe Testament (Handelingen van de Apostelen (16:15) en de Eerste brief van Paulus aan de Korintiërs (1:16). In het prille begin van het ontstaan van de kerk gebeurde het vaak dat hele gezinnen of huishoudens de doop ontvingen.

### Vroege Kerk
Volgens Van Genderen en Velema is aangetoond dat de kinderdoop omstreeks het jaar 200 in Klein-Azië, Gallië, Rome, Noord-Afrika, Egypte en Palestina een algemeen aanvaard gebruik was. Uit niets blijkt dat er een strijd is gevoerd over het al of niet geoorloofd zijn van de kinderdoop, wat - volgens hen - wel te verwachten zou zijn als de traditie van de kinderdoop niet afkomstig zou zijn uit de tijd van de apostelen. Anderen stellen dat vanaf het begin van de derde eeuw de kinderdoop veelvuldig plaats vindt, in de vierde eeuw de kinderdoop een gewone zaak wordt en vanaf de vijfde en zesde eeuw de kinderdoop de regel wordt in plaats van uitzondering. In de tijd van bekende kerkvaders als Augustinus en Origenes is de kinderdoop een algemeen gebruik.

### Rooms-Katholieke Kerk
Kerkvader Augustinus leerde dat de (kinder)doop de erfzonde afwast. Deze gedachte behoort tot de officiële leer van de Rooms-Katholieke Kerk. Dit betekent volgens de leer van de Rooms-Katholieke kerk dat door de doop jong gestorven kinderen gered worden van de hel of het voorgebrochte. De (kinder)doop betekent dat men het heil ontvangt en wordt ingelijfd bij de kerk. In de tijd van de vervolging en inquisitie kon men voor de keuze gesteld worden: dood of doop.

### Reformatie
De meeste reformatoren zoals Johannes Calvijn, Maarten Luther en Huldrych Zwingli leerden ook de kinderdoop. De kerken die voortkwamen uit de Reformatie braken dus niet met de kinderdoop. Wel wordt de grond en de betekenis van de kinderdoop anders. Als grond voor de kinderdoop wordt gewezen op het verbond en Gods belofte. In de tijd van de Reformatie kwam de Doperse stroming op, zij verwierpen de kinderdoop en pleitten voor de doop nadat men een geloofsbelijdenis heeft afgelegd. In Nederland werd dit gedachtegoed aangehangen door Menno Simons, een Friese ex-priester, die doopsgezind werd. 
De Zwitserse theoloog Karl Barth is een tegenstander van de kinderdoop. Hij vond niet dat de kinderdoop ongeldig was, maar wel hoogst bedenkelijk.

## De kinderdoop in verschillende denominaties
In de Rooms-Katholieke Kerk is de kinderdoop gebruikelijk, omdat een kind bij de geboorte nog steeds de erfzonde bezit. Als het ongedoopt - en dus nog belast met de erfzonde - stierf, zou het niet in de Hemel komen maar in het Voorgeborchte (daartegen diende de nooddoop). Tegenwoordig staat het doopsel voor de opname van het pasgeboren kind in de gemeenschap van de Moederkerk.
In Oosters-orthodoxe kerken worden kinderen niet besprenkeld, maar driemaal ondergedompeld in de doopvont. 
Ook in de traditionele protestantse kerken (gereformeerde, lutherse en anglicaanse) is de kinderdoop gebruikelijk. Wel zijn er gemeenten (onder meer in de Nederlands Gereformeerde Kerken) waar het gebruik van de kinderdoop en de volwassendoop naast elkaar bestaan.
Binnen veel protestants gereformeerde kerken is men van mening dat de doop een “teken en zegel” is van het genadeverbond. Men is van mening dat God van geslachte tot geslacht een genadeverbond aangaat met mensen. Daarom behoren de kinderen van gelovige ouders gedoopt te worden. Zij behoren door hun geboorte bij het genadeverbond en ontvangen als “teken en zegel” daarvan de heilige doop. De kinderdoop is een zichtbare uitbeelding van de afwassing van zonden en de wedergeboorte. Het is echter niet de afwassing van de zonde en de wedergeboorte zelf. Binnen veel protestants gereformeerde kerken legt men er de nadruk op dat de belofte of de uitbeelding wel geloof van de dopeling vraagt.

## Voor en tegenargumenten
Er is al eeuwen discussie over de vraag of men zuigelingen of volwassen moet dopen die voorafgaand hun geloof belijden. Enkele argumenten die worden aangedragen voor het dopen van kinderen:
1. In bijvoorbeeld 1 Korinthe 1 vers 16 en Handelingen 16 vers 1 - 15 staat dat een heel huisgezin wordt gedoopt, daar zullen vast kinderen bij zijn geweest. De Bijbel staat dus toe kinderen te dopen.[8] Hieruit wordt ook duidelijk dat er niet individualistisch werd gedacht.
2. De zuigelingendoop is een afgeleide praktijk, die haar rechtvaardiging vindt in een beroep op het verbond dat God met zijn gemeente aangaat. De verhouding van God zijn volk is namelijk niet individualistisch. Daar getuigen de woorden van Petrus van in Handelingen 2 vers 39.[9]
3. Gods genade komt al tot de zuigelingen nog voordat ze zelf kunnen geloven. Gods genadig initiatief staat centraal en is van doorslaggevend belang. De doop is niet een teken van iemands geloof, maar van Gods belofte.
4. Johannes Calvijn schreef dat in het Nieuwe Testament niet uitdrukkelijk staat bevolen dat kinderen gedoopt moeten worden. Maar - schreef hij - ook het deelnemen van vrouwen aan het Heilig Avondmaal is niet uitdrukkelijk bevolen.
5. De Vroege Kerk heeft de kinderdoop gepraktiseerd. Pas in de 16e eeuw ontstond er bezwaar tegen de kinderdoop.

Op de praktijk van de kinderdoop worden onder andere de volgende tegenargumenten gebruikt:
1. In het Nieuwe Testament staat niet expliciet beschreven dat kinderen na de geboorte gedoopt moeten worden.
2. De besprenkeling met water bij kinderen is geen eigenlijke doop, omdat een doop onderdompeling vraagt.[10]
3. De gedoopte zuigeling heeft niet zelf een keuze gemaakt voor het christelijk geloof en de daarbij behorende levenswandel. In het Nieuwe Testament staat dat mensen gedoopt worden die eerst tot geloof zijn gekomen.

## Alternatief
In kerken waar de kinderdoop wordt afgewezen en de volwassendoop wordt gepraktiseerd worden kleine kinderen vaak opgedragen. Voor dit ritueel verwijst men naar Lukas 2 vers 22 waar beschreven staat dat Jozef en Maria het Kind Jezus aan de HEER voorstelden. Daarnaast wordt gewezen op 1 Korintiërs 7 vers 14 waar staat beschreven dat kinderen zijn geheiligd in het geloof van de ouders.

## Moderne controverses
In de 21e eeuw hebben enkele incidenten rondom naar verluidt uitzonderlijk "ruwe", "agressieve" of zelfs "gewelddadige" kinderdoopsels volgens het ritueel van volledige onderdompeling – zoals dat gebruikelijk is in oosters-orthodoxe kerken – geleid tot controverses over de vraag of ze een vorm van kindermishandeling zijn en verboden zouden moeten worden.
- In januari 2017 voerde Katholikos-patriarch van Geheel Georgië Ilia II een massakinderdoopsel uit van honderden kinderen in de Kathedraal van de heilige Drievuldigheid van Tbilisi tijdens de viering van Driekoningen van de Georgisch-Orthodoxe Kerk. Veel buitenlandse waarnemers vonden dit "schokkend" en vroegen zich af of dergelijke doopsels als kindermishandeling moesten worden beschouwd.[11][12]
- In mei 2018 zorgde een viral video van een extreem kinderdoopsel – naar verluidt uitgevoerd in Ayia Napa op Cyprus in een Grieks-orthodoxe kerk, hoewel dit niet kon worden bevestigd – voor veel opschudding in de media.[13] In een verklaring veroordeelde het Grieks-Orthodoxe Aartsbisdom Australië de praktijk als "fysiek mishandelend", maar beweerde dat de uitvoerder 'niet Grieks-orthodox' was, laat staan een Grieks-orthodoxe priester of bisschop; in de Grieks-Orthodoxe Kerk zou het namelijk 'typisch' zijn om alleen maar water over het hoofd van een baby heen te gieten, niet om het onder te dompelen in water.[11]
- In december 2018 werd priester Ilia Semiletov van het Russisch-Orthodoxe Klooster van Sint Joris in Jessentoeki in de Kraj Stavropol in Rusland op non-actief gesteld omdat hij 'te hardhandig had gehandeld' bij de uitvoering van een doopsel. In een video-opname die viraal ging was te zien dat hij herhaaldelijk het hoofd van een tweejarig meisje, dat 'het uitschreeuwde in doodsangst', onder water dompelde in het doopvont. Volgens een parochiaan deed Semiletov dit expres, want 'Satan zit in [kinderen]', dus zij moeten 'gebroken' worden. De priester moest voor een kerkelijke rechtbank verschijnen vanwege het incident.[14]
- In augustus 2019 werd de Russisch-Orthodoxe priester Fotiy Necheporenko van de Mariënburgkerk in Gatsjina in de buurt van Sint-Petersburg een jaar lang op non-actief gesteld nadat hij met geweld had geprobeerd om het eenjarig jongetje Demid onder te dompelen. Naar verluidt liep het jongetje verwondingen op aan zijn schouder en hals, wat 3500 roebel aan kosten gaf, destijds circa 70 euro. Zelfs nadat de angstig schreeuwende moeder van het jongetje probeerde in te grijpen, ging Necheporenko ermee door; hij verklaarde achteraf dat hij al 26 jaar kinderen op deze manier had gedoopt.[15]
- Op 1 februari 2021 stierf er in de Roemeense stad Suceava een baby van zes weken aan een hartstilstand nadat hij drie keer in heilig water was ondergedompeld.[16] Uit een autopsie bleek dat hij door geweld om het leven was gekomen en er werd water in zijn longen gevonden.[17] De kinderdoopseldood leidde tot grote ophef in het land en leidde tot een scheuring in de Roemeens-Orthodoxe Kerk over de vraag of de praktijk moest worden voortgezet, veranderd of afgeschaft. Vladimir Dumitru lanceerde een petitie om de kinderdoop te hervormen en reguleren om nodeloze risico's te vermijden.[17] Tegen 5 februari 2021 had de petitie al meer dan 60.000 handtekeningen verzameld en de publieke steun gekregen van de aartsbisschop van Argeș en Muscel, Calinic Argatu. Aartsbisschop Teodosie Petrescu van Tomis keerde zich echter fel tegen wat voor hervorming dan ook met een beroep op traditie.[17]